# Ел Болитар, Зопома (Толиман)
Ел Болитар, Зопома (шп. El Bolitar, Zopoma) насеље је у Мексику у савезној држави Халиско у општини Толиман. Насеље се налази на надморској висини од 1460 м.

## Становништво
Према подацима из 2005. године у насељу је живело 6 становника.

### Хронологија
| Година       | 2000       | 2005 |
| ------------ | ---------- | ---- |
| Становништво | 14 (9 / 5) | 6    |

### Попис
| # | Индикатор                        | Вредност |
| - | -------------------------------- | -------- |
| 1 | Укупно појединачних домаћинстава | 1        |